# Roztoky u Semil
Roztoky u Semil è un comune della Repubblica Ceca facente parte del distretto di Semily, nella regione di Liberec.